# Luis Minuto
Luis Minuto (fl. XX secolo) è stato un dirigente sportivo argentino, presidente del Club Atlético River Plate nel 1932.

## Biografia
Minuto fu presidente per alcuni mesi nel 1932; durante il suo periodo a capo della società, si rese protagonista di acquisti economicamente onerosi, soprattutto quello di Bernabé Ferreyra, che provocò l'esborso di 35.000 pesos. Per tale ragione, la squadra del River Plate ricevette il soprannome di Millonarios.